# Salchowův skok
Salchowův skok je jeden ze základních krasobruslařských skoků. Je pojmenován po Ulrichu Salchowovi, který ho vynalezl v roce 1909. Jedná se o skok s odrazem z jedné nohy a dopadem na druhou.

## Popis skoku
Budeme předpokládat odraz z levé nohy, kterým se provádí levotočivý skok. Do skoku se většinou vstupuje takzvaným obratem trojkou, kdy v jednom okamžiku změníme směr a hranu brusle stojné nohy. V tomto případě se otočíme vzad a z vnější hrany levé brusle na vnitřní.
Dalším možným vstupem je tzv. mohawk, kdy změnímě směr výměnou stojné nohy. Hrana zde zůstává stejná. Pravou nohou, která se po obratu nachází v zanožení, je kontrolována zpětná rotace. Poté ji pomalu vytáčíme ven z kruhu dokud se nedostává před levou nohu. V tuto chvíli také dochází k otáčení pravého ramene, paže i boku ve směru skoku. Samotný odraz tedy probíhá při pohybu vzad z vnitřní hrany levé nohy. V tento moment jsme ale již natočeni téměř směrem vpřed, tudíž se při skoku otočíme o pouhých 180°. Při odrazu si pomáháme švihem pravé nohy ve směru skoku a pohybem paží zdola nahoru. Tímto a pohybem celého těla dodáme skoku ve vzduchu rotaci. Dopad skoku je na vnější hranu pravé brusle. Po doskoku pokračujeme směrem vzad. Mezi časté chyby patří přerotování a špatné držení těla při odrazu.

## Varianty
Skok je možné si plést s flipem, kdy jediný rozdíl je, že se bruslař odráží ze špičky. Počet variant závisí na počtu otáček ve vzduchu. Skáče se dvojitý, trojitý ale i čtverný salchow. Další možnou obměnou je salchow, kdy dopadáme na stejnou nohu, z které jsme se odrazili.

## Historie
První žena, která ho předvedla na Letních olympijských hrách roku 1920, byla Theresa Weldová. První dvojitý salchow byl převeden v 20. letech, trojitý roku 1955 Ronnem Robertsonem. Jako první čtverný salchow je považován skok Timothyho Goebela z roku 1998.